# کنوک (آیووا)
کنوک (به انگلیسی: Knoke) یک منطقهٔ مسکونی در ایالات متحده آمریکا است که در شهرستان کلهون، آیووا واقع شده‌است. کنوک ۳۷۷٫۰۴ متر بالاتر از سطح دریا واقع شده‌است.